# Melissa Stribling
Melissa Stribling, född 7 november 1926 i Gourock, död 22 mars 1992 i Watford var en brittisk (skotsk) skådespelerska. Hon är bland annat känd för rollen som Mina Holmwood i skräckfilmen I Draculas klor från 1958.

## Filmografi
| År   | Titel                           | Roll                  | Not            |
| ---- | ------------------------------- | --------------------- | -------------- |
| 1948 | The First Gentleman             | Lady Conyngham        | Filmdebut      |
| 1952 | Wide Boy                        | Caroline              |                |
| 1952 | Crow Hollow                     | Diana Wilson          |                |
| 1952 | Ghost ship                      | Vera                  |                |
| 1953 | Decameron Nights                | Kvinna                |                |
| 1953 | Noose for a lady                | Vanessa Lane          |                |
| 1954 | Thought to Kill                 | Mary                  |                |
| 1955 | Out of the Clouds               | Jean Osmond           |                |
| 1956 | Behind the Headlines            | Mary Carrick          |                |
| 1957 | Murder Reported                 | Amanda North          |                |
| 1958 | The Safecracker                 | Angela                |                |
| 1958 | I Draculas klor                 | Mina Holmwood         |                |
| 1959 | The Adventures of William Tell  | Grevinnan av Markhein | TV-serie       |
| 1960 | Gentlemannaligan                | Peggy                 |                |
| 1961 | Skuggan                         | Helen Standish        |                |
| 1968 | Bara när jag skrattar           | Diana                 |                |
| 1968 | Journey into Darkness           | Helen Ames            | TV-serie       |
| 1970 | Snobbar som jobbar              | Lisa Koestler         | TV-serie       |
| 1971 | Crucible of Terror              | Joanna Brent          |                |
| 1974 | Confessions of a Window Cleaner | Fru Villiers          |                |
| 1976 | Feelings                        | Charlotte Randall     |                |
| 1988 | Paris by Night                  | Lady Boeing           | Sista filmroll |